# Marcha de mujeres en contra de las violencias machistas y la corrupción en la justicia
La Marcha de mujeres en contra de las violencias machistas y la corrupción en la justicia fue una movilización popular realizada por mujeres el 31 de enero de 2022  en diferentes ciudades de Bolivia, para exigir medidas contra la corrupción en el sistema judicial boliviano.

## Antecedentes
Numerosas instituciones y organizaciones de la sociedad han denunciado a través del tiempo la corrupción y las fallas del sistema judicial en Bolivia, y particularmente en los casos de feminicidios, violaciones y agresiones machistas en general.
En enero de 2022 se identificó a Richard Choque Flores como acusado de extorsión y violación de mujeres, entre ellas menores de edad. En el transcurso de la investigación se descubrieron cuerpos en su vivienda y se reveló que el acusado había sido previamente condenado por el asesinato de una mujer en 2013. A pesar de tener una sentencia a 30 años de cárcel sin derecho a indulto, se hallaba en libertad, lo que le permitió seguir atentando contra nuevas víctimas.
Tras una transmisión en vivo realizada el 27 de enero en las inmediaciones de la vivienda de Choque por María Galindo, miembro del colectivo Mujeres Creando, se fueron articulando diferentes voces que pedían movilizarse. Finalmente surgió la convocatoria a la Marcha de mujeres en contra de las violencias machistas y la corrupción en la justicia, en la que participaron diferentes agrupaciones feministas, así como diversas organizaciones sociales relacionadas con la defensa de los derechos humanos.

## Desarrollo
La marcha se inició en la ciudad de El Alto, en la zona de residencia de Choque, y descendió por diferentes vías hasta el centro de la ciudad de La Paz, un recorrido de más de 12 kilómetros. Se realizaron varias paradas e intervenciones en entidades del poder judicial y ejecutivo. Al haberse convertido en un caso emblemático e ilustrativo de los problemas en el Sistema Judicial y del desamparo de las familias de las víctimas, se desarrollaron en simultáneo marchas en diferentes ciudades de Bolivia, articuladas y promovidas por colectivas feministas y organizaciones sociales.

## Impacto
Como resultado de la masiva movilización se realizó una reunión entre el ministro de Gobierno Eduardo del Castillo y María Galindo en la que la activista presentó una propuesta de Comisión Histórica de Excepción para analizar los casos de corrupción judicial. El 1 de febrero de 2022 el presidente Luis Arce anunció la creación de una comisión de revisión de casos de feminicidios impunes que debería presentar resultados en un plazo de 120 días.
Los resultados de la comisión fueron presentados en 2022.